# 推倒牛

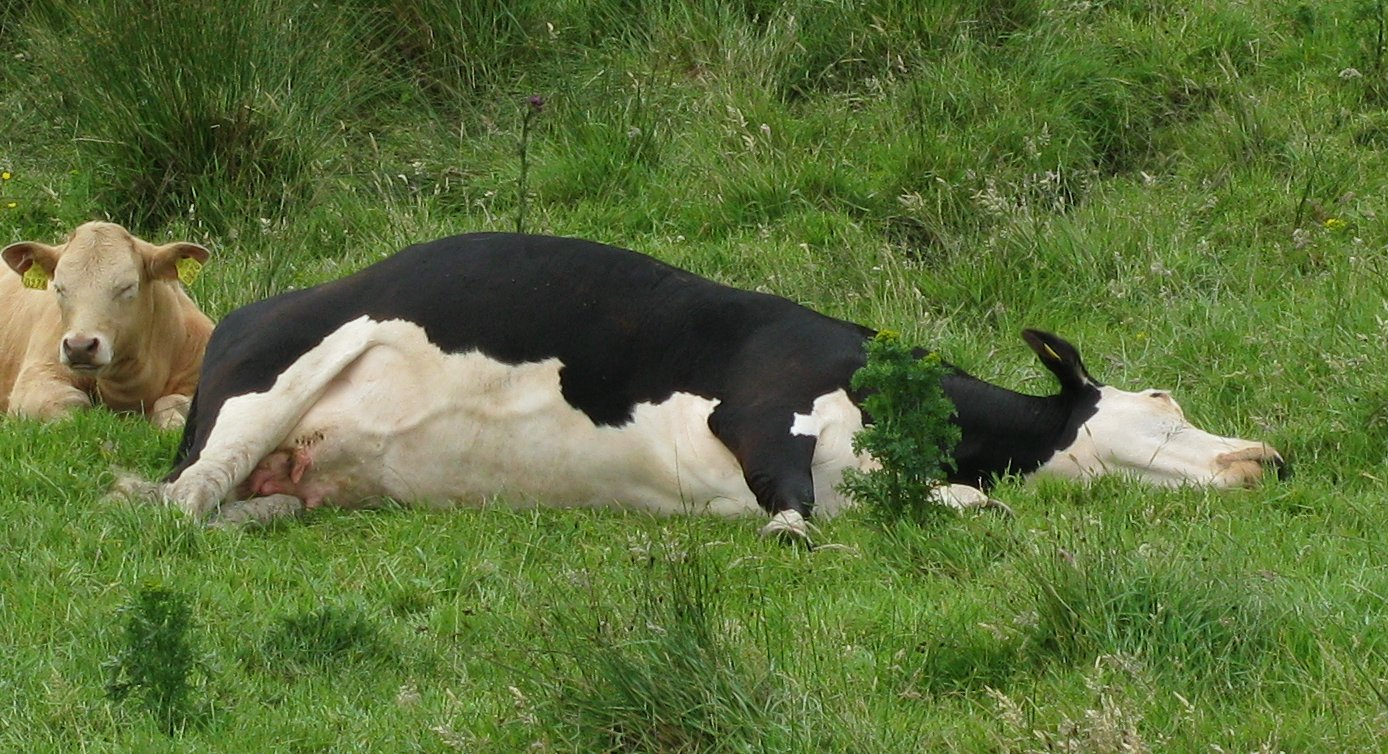
现实中家牛经常以躺姿进行睡眠。

推倒牛（英語：Cow tipping）是一种只在都市传说或荒诞故事裡才会出现的娱乐活动，指偷偷靠近一头站立的无戒备或正在睡觉的家牛并将其推倒。这种活动也与对农村居民的刻板印象相关，在某些刻板印象中，农村人会由于缺乏娱乐而将推倒牛作为一种消遣。虽然某些动物跌倒后无法自己站起来的说法早在罗马帝国时期就有流传，但关于推倒牛这一活动的传说直到1970年代才逐渐产生。
现代的动物学研究已经证明，躺倒对于家牛而言是常见的行为，而且除非生病或受伤，否则其在躺倒后很容易重新站起来。另外，已有许多科学研究系统地讨论过推倒牛这一行为究竟是否可行，但得出的结论各不相同。客观的动物学事实是，家牛是一种很不容易在没有察觉的情况下被突然袭击的大型动物，并且在被推动时通常会作出反应防止自身被推倒。物理上的估算表明，推倒一头成年家牛需要3000至4000牛顿的力，如果由健康的成年人来推，则需要至少4人，至多14人才能真正将其推倒。现实生活中，出于烙印、蹄部护理或兽医治疗等目的而必须使牛平躺在地时，必须使用绳索或专门的机械设备来强行使牛倾斜倒地。在极少数情况下，牛可能会在沟渠或山丘等斜坡处躺下或跌倒，这时由于地形原因，躺倒的牛难以自行站立起来。推倒牛这一概念也经常出现在流行文化和修辞手法中。

## 科学研究

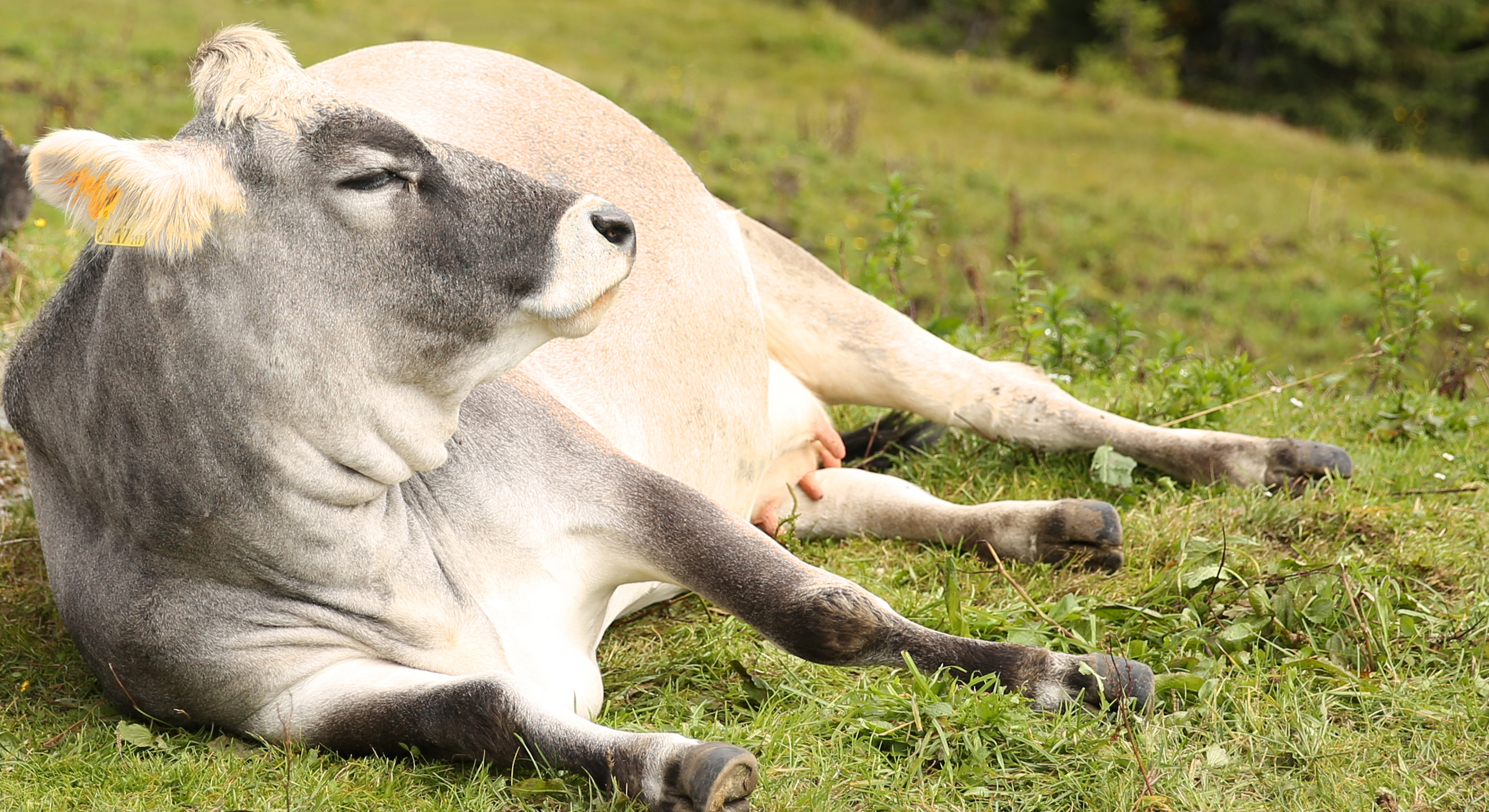
一头侧卧的健康家牛。这种姿势下，其随时可以自行站起。

某些都市传说中称，由于家牛是站着睡觉的，因此可以在其无法察觉的情况下接近它们并将它们推倒。然而事实上家牛站立时只进行浅睡眠，这种情况下其很容易被微小的动静吵醒，而家牛只有在躺下时才会进入深睡眠。此外，大多数家牛的体重超过450公斤，很容易抵抗人的推动等较小的力量，因此推倒牛在物理上的可行性也广受质疑。
2005年，不列颠哥伦比亚大学的动物学家玛戈·莉莉及其学生特雷西·博克勒的一项研究表明，推倒一头牛需要近3000牛顿的力，因此推倒牛是不可能一个人完成的。假设一个成年人可以施加660牛顿的力，那么需要至少四个人才能施加足以推倒一头牛的力。然而，由于牛可以自己保持平衡，因此推倒一头牛最有可能需要五至六个人。此外，牛对周围环境非常了解，且嗅觉和听觉都非常敏锐，因此很难在其不注意的情况下接近并推倒它。不过，这项研究根据静态物理学推导发现，假设牛是刚体，那么只要在牛作出反应之前将其质心推到其蹄上（这种程度的力大概只需要两个成年人就可以施加），就能成功将其推倒。但现实中牛不并不是刚体，且其感官敏锐，若要在其有所反应之前施力，人的移动需要非常快，而移动得越快时人能施加的力将会越小。因此两位研究者认为，推倒牛在物理上是不太可行的。
生物学家史蒂文·沃格尔进行的另一项研究认为，虽然推倒一头站立的牛确实只需要约3000牛顿的力，但玛戈·莉莉和特雷西·博克勒的研究高估了人类个体所能施加的推力。他所引用的数据表明，成年人类能施加的推力约为280牛顿，而综合考虑人推牛时施力点的高度等因素后，他认为人在尝试推倒一头牛时，最大推力不会超过300牛顿。据此，即使牛不会作出反应，将其推倒也需要至少10个人。沃格尔还认为，推倒牛的最大困难并不在于施力不足，而是在于作为一种动物，家牛会对外来扰动作出敏锐的反应。他表示：“假设牛在受到推动时会适当增大其四蹄间的距离以避免其重心偏移”，“则推倒牛需要约4000牛顿的力，也即14人同时施力，而在不激怒牛的情况下展开这种行动是非常困难的。”

## 历史起源
历史上曾有许多人认为某些动物如果被推倒，就无法自己站起来。例如恺撒就认为驼鹿没有膝关节，一旦跌倒就无法站起来。老普林尼也认为一种叫“achlis”（19世纪的老普林尼著作翻译家博斯托克和瑞利认为这是麋鹿的一个别名）的动物的后腿没有膝关节，因而摔倒后无法自行站起，但现代科学已证明老普林尼的观点是错误的。
1255年，法国的路易九世向英国的亨利三世赠送了一头大象，养在其位于伦敦塔的动物园中。在历史学家马修·帕里斯的一部现藏于剑桥大学基督圣体学院帕克图书馆的动物寓言集裡，可以发现马修为其著作《大编年史》绘制的一幅描绘那头大象的画。随附的文字引用了一条关于大象的传说，称大象没有膝盖，如果跌倒就无法站起来。
记者杰克·斯蒂汉默尔认为，美国关于推倒牛的都市传说起源于1970年代，且80年代已广泛传播，当时已有不止一部电影裡包含与推倒牛相关的剧情。不过他还表示，当时关于推倒牛的故事几乎都是二手的，讲述和推倒牛相关的故事的人一般都是说自己知道的某个人推倒了牛，而非称自己推倒了牛。

## 兽医与畜牧领域

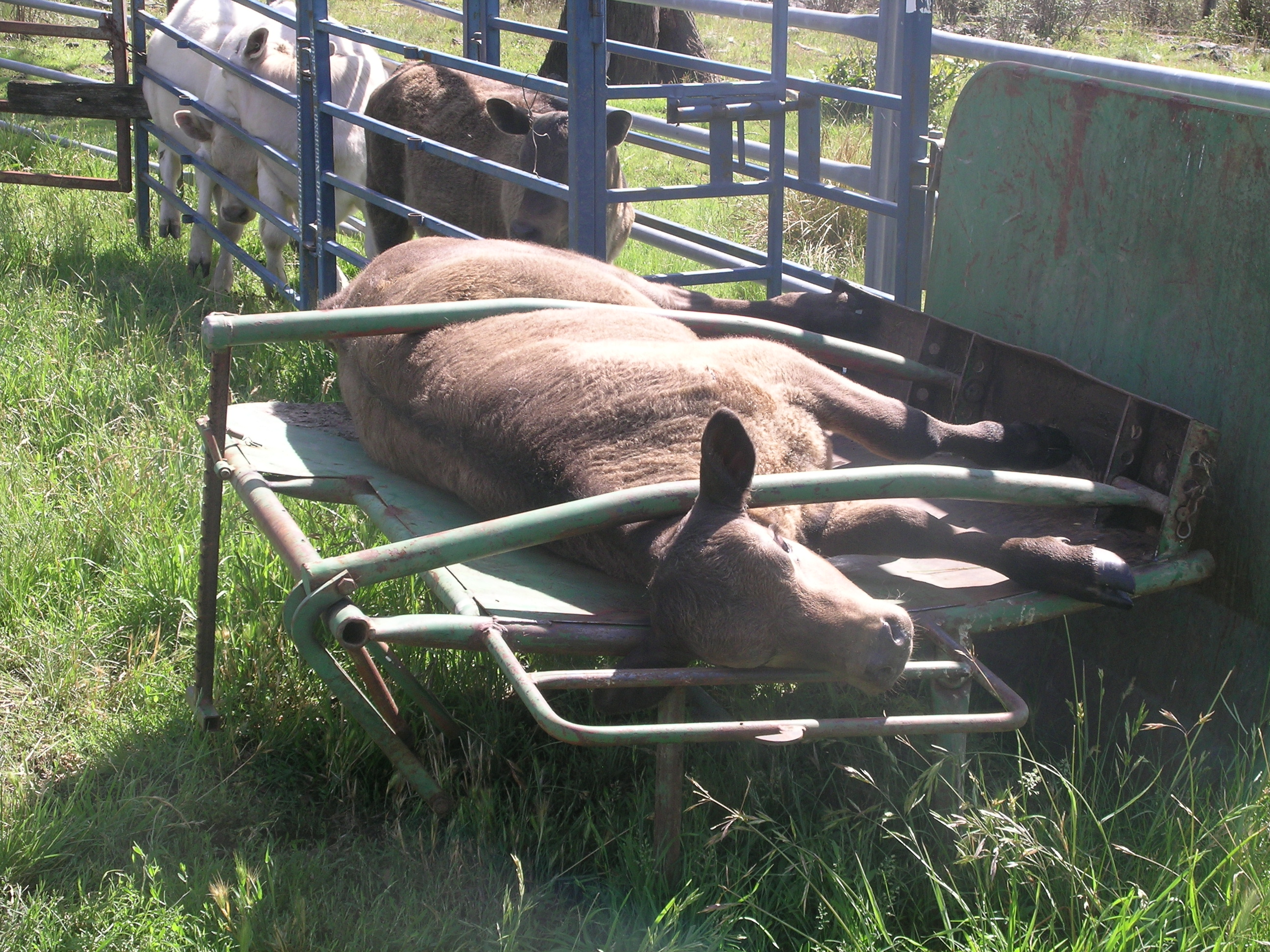
澳大利亚的一台用于给牛烙印的牛桌。

在畜牧和兽医领域，有时会出于实际需要而特意使牛躺倒。如果没有机械辅助，一般需要用9到12米的绳索环绕牛的身体和腿，将绳子系上防滑的称人结之后向后拉，使牛失去平衡。牛的胸骨部位着地后，就可以用绳子将其四蹄拉离地面并固定，使之彻底躺倒。
除了绳索以外，也有一些专门用来使牛躺倒的机器设备，如牛桌。牛桌是一项相对现代的用于给牛烙印的发明，使用时只需要将牛送进装置的滑槽并固定，启动装置后牛桌就会自动倾斜90度使牛平躺，以便于烙印和阉割。
1970年代发明了用于成年牛的液压倾斜台，可以将牛抬起以及向两侧倾斜，以便兽医护理。这一机器特别适用于牛的生殖器以及蹄部养护（与马不同，牛在站立时一般不会配合蹄铁匠）。一位加拿大兽医表示，用倾斜台使牛躺倒后再检查比直接从牛身体下面检查更安全、更容易，并指出被翻倒在软垫上的牛通常会停止挣扎并很快变得平静，利于兽医处理。该装置现已十分成熟，且已有许多为其开发的附加功能，例如加拿大萨斯卡通西部兽医学院就为其开发过一种能够帮助护理人员评估操作过程中牛的舒适度的特殊设计。

### 意外倒地
家牛有时会无意跌倒。由于牛体积庞大且腿相对较短，因此它们无法自行翻身，所以如果一头牛在山坡上躺倒且其四蹄朝向上坡方向，那它将无法自行站立起来，若没有被及时救助则可能致死。在这种情况下约需要两个人帮助其翻身到另一侧，使其蹄朝向下坡方向，之后其就能够自行站起。美国新罕布什尔州有一宗记录在案的牛跌倒案例，当时一头怀孕的奶牛滚入了一个沟壑，并被困在蹄朝上坡的状态，后来这头奶牛被志愿消防员救出。奶牛的主人称其以前见过这种情况一两次。
创伤或疾病也可能使家牛摔倒后无法自行站起，如乳腺炎等疾病或产犊造成的肌肉和神经损伤以及腿部受伤、肌肉撕裂、大规模感染等外伤都有可能导致这种情况。养殖上一般会采取措施刺激这类牛自行站起来，如果其在人为刺激下确实能够自行站起，那么其康复的几率一般大得多。在刺激下也无法自行站起的牛也并非无可救药，在适当的医疗护理下，曾有牛跌倒长达14天后重新站起。对跌倒的牛的护理措施包括每三个小时帮助其翻身，小心且频繁地喂食少量饲料和水等，以防止其受到进一步的创伤。

### 死亡
很多死去的牛从外观上看容易以为其是先翻倒再死去的，但实际上翻倒是牛尸体僵硬的过程之一——尸僵导致的。尸僵从死后六到八小时开始，会持续一到两天。尸僵表现最明显的部位是腿部，因为肌肉僵硬会导致牛的四蹄僵直。此外，由于体内腐败产生气体，尸体也可能会发生膨胀，若膨胀较为显著则可能使牛尸体的四蹄都悬在空中。

## 流行文化

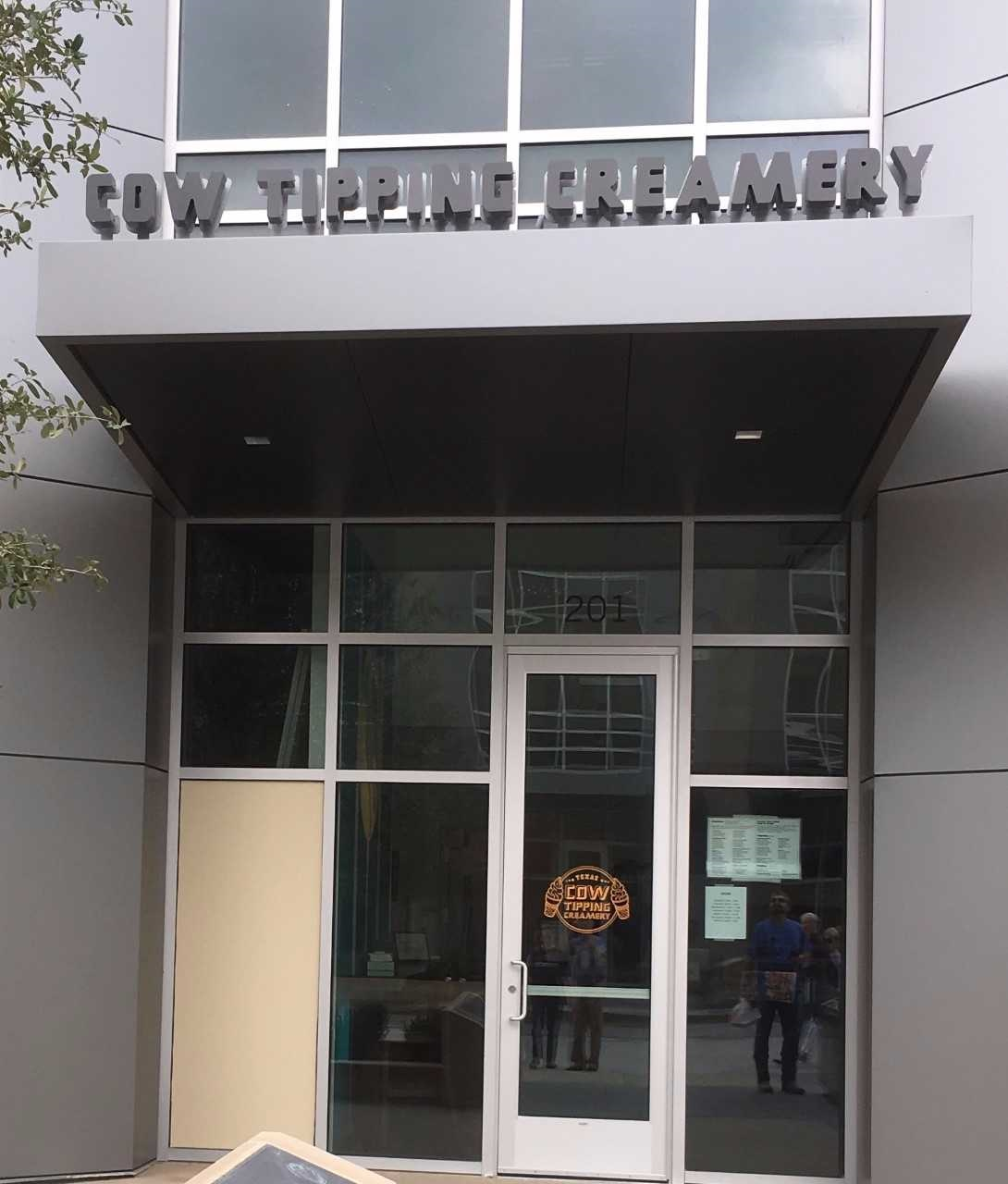
一家位于德克萨斯州弗里斯科的名为“推倒牛”的奶油公司。

时常有人宣称自己在喝酒之后推倒了牛，但迄今为止，这些说法无一能够得到可靠验证。甚至在YouTube这样一个以云集各种离奇挑战和特技视频而闻名的社区裡，截至2013年也找不出一个真实的推倒牛视频。
尽管还没有人能证明自己推倒过牛，但有些恶作剧者会推倒布置于各处的牛模型。1999年，在芝加哥的密歇根大街上，两名据称“显然喝醉了”的男子推倒了奶牛游行公共艺术展览上的六头玻璃纤维牛模型。另有四名破坏者从橡树街海滩的救生椅上取下了一个名为“哇牛”（英語：Wow cow）的雕塑，并将其丢弃在一处人行地下通道中。次年，纽约市决定将奶牛游行艺术展上的所有的牛模型固定在混凝土基座上，以防范小偷和热衷于推倒牛的恶作剧者。
推倒牛这一迷因也时常出现在传播媒体中。小兄弟乐队于2006年发行的一张与乐队同名的专辑中，有一首名为《卢·里德》（英語：Lou Reed）的歌曲。在该歌曲中，歌手诺拉·琼斯所唱的歌词中包括吉他手卢·里德在德克萨斯州推倒牛的相关虚构情节。电视剧《生活大爆炸》中也曾提及过这一迷因：在剧中，为了确认佩妮是否来自农村，其他角色询问了她许多关于推倒牛的细节。
在修辞中，推倒牛也用来比喻完成大事。在《被野蛮人推倒的巨牛》（英語：A Giant Cow-Tipping by Savages）一书中，作者约翰·威尔·克洛斯用这个词来比喻当代的并购行为。此外，“推倒圣牛”（英語：Tipping sacred cows，英语里“圣牛”一词被用来比喻不合理但不会受到质疑或批评的事物）这一表达也时常作为混合隐喻出现在有关基督教牧师的书和有关商业管理的书的标题中。

## 延伸阅读
- Linse, Pat. . Skeptic. 1999, 7 (2)  [2022-12-29]. （原始内容存档于2021-02-24） （英语）.
- McCoy, Red; Rightious, Duke. . Falling Lane Publishers. 2005. ISBN 978-0-9774876-0-8 （英语）.